# Blankass
Blankass est un groupe de rock français, originaire de  l'Indre, département de l'ancienne province du Berry. Il est formé en 1990 par les frères Johan et Guillaume Ledoux.

## Biographie
Blankass est formé en 1990 par les frères Johan et Guillaume Ledoux, tous deux originaires de Issoudun, et deux anciens membres de Zéro de conduite. Un premier album voit le jour en 1996 sous le titre Blankass, enregistré après une série de concerts. Puis, le groupe sort son deuxième album, L'Ère de rien, le 2 septembre 1998, sur lequel ils travaillent depuis l'automne 1997. Contrairement au premier album issu de leurs longues tournées, l'album a été conçu, écrit et enregistré en studio. Après avoir été enregistré à la veille de Noël 1997, l'album est mixé au pays de Galles, en Grande-Bretagne. Entre novembre et décembre 1998, le groupe entame une tournée française de 20 dates dont une escale au Bataclan de Paris le 14 décembre. Au même moment, leur album se vend à plus de 50 000 exemplaires en quelques mois.
Entre 1995 et 2003, Blankass est l'un des groupes rock phare en France.
Les Blankass ont notamment participé à des concerts et à la réalisation d'un album pour le Tibet Libre. Ils soutiennent également les étrangers en situation irrégulière avec un titre sur le CD du GISTI et, en soutenant Zolboot, enfant mongol menacé d'expulsion.
Le groupe sort un premier best of, Je me souviens de tout, le 14 avril 2014.
En 2020, ils reviennent avec un nouvel album, C'est quoi ton nom ?.
En 2023, ils sortent l'album  Si possible heureux sur lequel on retrouve 3 duos avec Stéphan Eicher, Gauvain Sers et Vianney.

## Membres

### Membres actuels
- Guillaume Ledoux — chant, accordéon
- Johan Ledoux — guitare, chant
- Charlie Poggio — batterie (avant 1994 et depuis 08/2006)
- Cédric Milard — clavier (depuis 2005)
- Alain Verderosa — basse (depuis 2019)
- Jérôme Legrand — guitare (depuis 2019)

### Anciens membres
- Bruno Marande — basse (1994—2008)
- Philippe Ribaudeau — flûte, saxophone, harmonica  (1990—2008)
- Olivier Robineau — batterie (1994—2006)
- Nicolas Combrouze — guitare (1990—2005)
- François Poggio — guitare (2007—2008)
- Nicolas Bravin — guitare (2005—2006)
- Pierre Simon — guitare (2011—2014)
- Sabine Quinet — basse (2011—2014)

## Discographie

### Albums studio
- 1996 - Blankass
- 1999 - L'Ère de rien
- 2003 - L'Homme fleur
- 2005 - Elliott
- 2012 - Les Chevals
- 2020 - C'est quoi ton nom ?
- 2023 - Si possible heureux

### Compilations et Albums en public
- 2008 - Un concert
- 2014 - Je me souviens de tout (Compilation : inclus leurs tubes, raretés, réorchestations, indédits)

## Récompenses
- 1997 : Prix Roger Seiller : Prix du Groupe français
- 1997 : Victoires de la musique :  Nomination dans la catégorie La révélation de l'année
- 1997 : Trophée Radio France Perigueux : Prix de la chanson
- 1998 : Victoires de la musique : Nomination dans la catégorie Groupe de l'année